# Lubuk Mabar
Lubuk Mabar is een bestuurslaag in het regentschap Lahat van de provincie Zuid-Sumatra, Indonesië. Lubuk Mabar telt 397 inwoners (volkstelling 2010).